# Embléma
Az embléma eredetileg központi képmező figurális ábrázolással (emberekkel, állatokkal, egyéb tárgyakkal), olykor más jellegű díszítőmotívummal a hellenisztikus vagy római mozaikokon. Az ókori emblémák rendszerint opus vermiculatumok, a parányi (kő-, kerámiaüveg vagy más kemény kőzet-) lapocskákból kirakott finom mívű mezőt virág-vagy geometrikus motívumokból álló, durvább kidolgozású mozaikkeret szegélyezi. Bár néhány embléma sokalakos, nagy kiterjedésű jeleneteket ábrázol, többségük kicsi, vignetta nagyságú kép. Sokat tartótálcákon előre elkészítettek, hogy beilleszthetők legyenek egy-egy nagyobb padlómozaikba. A legkorábbi emblémák Kr. e. 200 tájékáról származnak; a 3. századra Itáliában az elnagyolt díszítés vált uralkodóvá, de az emblémakészítés a provinciákban egészen a kora keresztény időkig virágzott.
Az embléma modern értelemben: logó. Az embléma tervezése ma az alkalmazott grafika egyik területe.

## A szó eredete
Az embléma görög eredetű szóból származik. Jelentése „berakott munka”, „berakásos díszítmény”; jelent még jelvényt, jelképet és szimbólumot is. Jelentett még felrakott díszítményt, különösen a fémből készült és edényekre forrasztott díszítményt.

## Az embléma mint műfaj
Az embléma kifejezés mint műfaj-meghatározás Andrea Alciato európai hírű itáliai jogász-humanistától származik, akinek Emblemata című epigrammagyűjteményét 1531-ben adták ki Augsburgban. Alciato a kifejezéssel olyan, többnyire három disztichonból álló epigrammákat jelölt, amelyek egy-egy tárgyat vagy képet írtak le-szinte „illesztettek” a szövegbe, s ezekből valamilyen morális tanulságot bontottak ki, amelyet az epigrammák mottószerű címe is összefoglalt.
Alciato ezzel az Anthologia Palatinában fennmaradt ókori görög ekphrasziszok , képleíró epigrammák hagyományát elevenítette fel, s verseinek egy része közvetlenül is egy-egy ilyen epigrammát parafrazeál. A kötetet kiadó K. Peutinger az egyes emblémákhoz Alciato tudtán kívül a leírás tárgyát megjelenítő fametszeteket készített, s így állt elő a 16-18. századi emblémák klasszikus hármas formája:
- a mottó és a rövid moralizáló vers által közrefogott jelképes ábrázolás.

A könyv rendkívüli sikerét követően – számos nyelvre lefordítva több mint 150 kiadást ért meg – egyre inkább az ábrázolást tekintették emblémának, s ezért képzőművészeti megfogalmazásaiban sokszor a vers, sőt olykor a mottó is elmaradt mellőle. Ugyanakkor a barokk irodalom gyakran élt illusztráció nélküli, csupán szóban-versben vagy prózában kifejtett emblémákkal is.
Az emblémát rendkívüli tömörsége – amelynek révén akár igen összetett morális mondanivalókat is egyetlen képben tudott összesűríteni – a 16–18. század kedvelt és jellegzetes műfajává avatta. Elsőrendű megjelenési formáján, az emblémáskönyveken kívül szívesen alkalmazták barokk ünnepségek díszleteihez, festett és faragott épületdekorációkhoz, alkalmi kiadványokban, tézislapokon, mintegy a kompozíció szimbolikus jelentőségének kulcsaként. Sajátos alkalmazási területe volt a nyomdászembléma, amely a nyomdász vagy a könyvkiadó kiadói jegyeként díszítette a könyvek belső címlapját.

## Az embléma részei
K. Peutinger az egyes emblémákhoz Alciato tudtán kívül a leírás tárgyát megjelenítő fametszeteket készített, s így állt elő a 16–18. századi emblémák klasszikus hármas formája: a mottó és a rövid moralizáló vers által közrefogott jelképes ábrázolás.

## Emblémáskönyvek

### Az emblémáskönyvek jellemzői
Szimbolikus képek gyűjteménye, amelyekhez általában verses formájú mottók és magyarázatok, sőt gyakorta prózában írott kommentárok is kapcsolódnak. Az emblémakönyv képi-irodalmi műfaja a középkori allegória, illetve bestiárium leszármazottjaként a 16. századi Itáliában alakult ki, és a 17. században egész Nyugat-Európában népszerűvé vált.

### Az emblémáskönyvek kiadói
Az emblémairodalom atyja Andrea Alciato vagy Alciatus, a 16. századi itáliai ügyvéd és humanista, akinek latin nyelvű Emblematum liber (Emblémakönyv; 1531) című több nyelvre lefordított műve 150 kiadást ért meg. Az antwerpeni Plantin nyomda hamarosan az emblémairodalom kiadására szakosodott: 1564-ben itt jelent meg Johannes Sambucus (Zsámboki János) magyar orvos és történész Emblematája, 1565-ben Hadrianus Junius (Adriaen de Jonghe) hasonló című könyve, Leidenben pedig a legkorábbi angol emblémakönyv, en:Geoffrey Whitney Choice of Emblemes (Válogatott emblémák; 1585) című antológiája, amely Alciatus, Junius és mások műveiből ad válogatást.
Az angol emblémakönyveket vagy Németalföldön nyomtatták, vagy az angol szöveget külföldi metszetekkel dolgozták össze, mint például egy korai holland emblémakönyv, Octavius Vaenius (Otto von Veen) Amorum Emblemata, Figuris Aeneis Incisa (A szerelem emblémái metszett bronzfigurákkal; 1608 ) című kötete esetében. Az emblémadivat középpontjává Németalföld vált. Vaenius Amorum Emblematája Ovidius és más latin erotikus költők metaforáit képi illusztrációkkal mutatta be. A holland emblémakönyveket széles körben fordították, plagizálták, vagy más szöveggel, illetve metszetekkel újranyomták. A többnyelvű kiadások feltűnésével, amelyek verseinek holland, latin, majd francia nyelvű megjelentetésével kezdődtek, az embléma-könyvkiadás nemzetközi vállalkozássá vált.
A szerelmesek egymásnak küldözgetett csinos emblémakönyvei azoknak a „szerelmi kérdéseknek” a kisenciklopédiái voltak, amelyek a reneszánsz korának akadémiáin a művelt időtöltés első számú tárgyát jelentették. Eközben a holland emblémaszerzők a vallási témák felé fordultak, s mind a kálvinistáknak, mind a jezsuitáknak szolgáltattak propagandaanyagot. Vaenius Amoris Divini Emblematájában (Az isteni szeretet emblémái; 1615) az Ovidius-idézeteket Hippói Szent Ágoston sorai váltják fel, Cupido pedig a lélek tanítójaként jelenik meg.
Az egyetlen angol emblémakönyv, amely széles körben népszerűvé vált, Emblemes (Emblémák; 1635) című gyűjteménye volt, amely népszerű jezsuita emblémakönyvekből, a Pia Desideriából (Kegyes óhajok) és a Typus Mundiból (A világ alakja; 1627) vett át táblákat.
Magyarországon a műfaj – nem számítva Zsámboky János úttörő munkáját – csupán a 17. századtól vált népszerűvé.

### Zsámboky János emblémái
Zsámboky emblémáskönyve 1564-es első kiadásában 167 emblémát közölt és függelékében 46 éremmetszetet. Az 1566-os kiadás 224 emblémát és 90 érem képét tartalmazza és függelékében találjuk a Poemata kötet néhány válogatott epigrammáját is. További négy kiadásban látott napvilágot. A könyvecske szépsége Plantin nyomdáját, a metszetek a neki dolgozó flamand és francia mesterek művészetét dicséri.
Zsámboky Emblemata című kötete a legnagyobb költői teljesítménye, és költői hírnevét leginkább emblémái emelték. Zsámboky Emblemata-jának Előszavában a műfajról értekezik és az alábbiakban vonja meg határait.
Az embléma célja az erkölcsi oktatás, képszerű ábrázolásával ne csak gyönyörködtessen, hanem burkoltan az erkölcsi igazságot is foglalja magában.
Rejtett vonatkozása pedig gondolkoztassa meg az olvasót, tanítson, de legfőképpen legyen benne rejtett tartalom, éleselméjűség, kellem és sokoldalúság. Az emblémának gazdag tartalmúnak kell lennie, hogy az olvasót foglalkoztassa és gazdagsága a szép gondolatok súlyában jusson kifejezésre. E könyvben legeredetibb Zsámboky költészete. Az emblémák széles körű tárgyi tudást, asszociativitást igénylő verseiben találta meg igazi hangját.

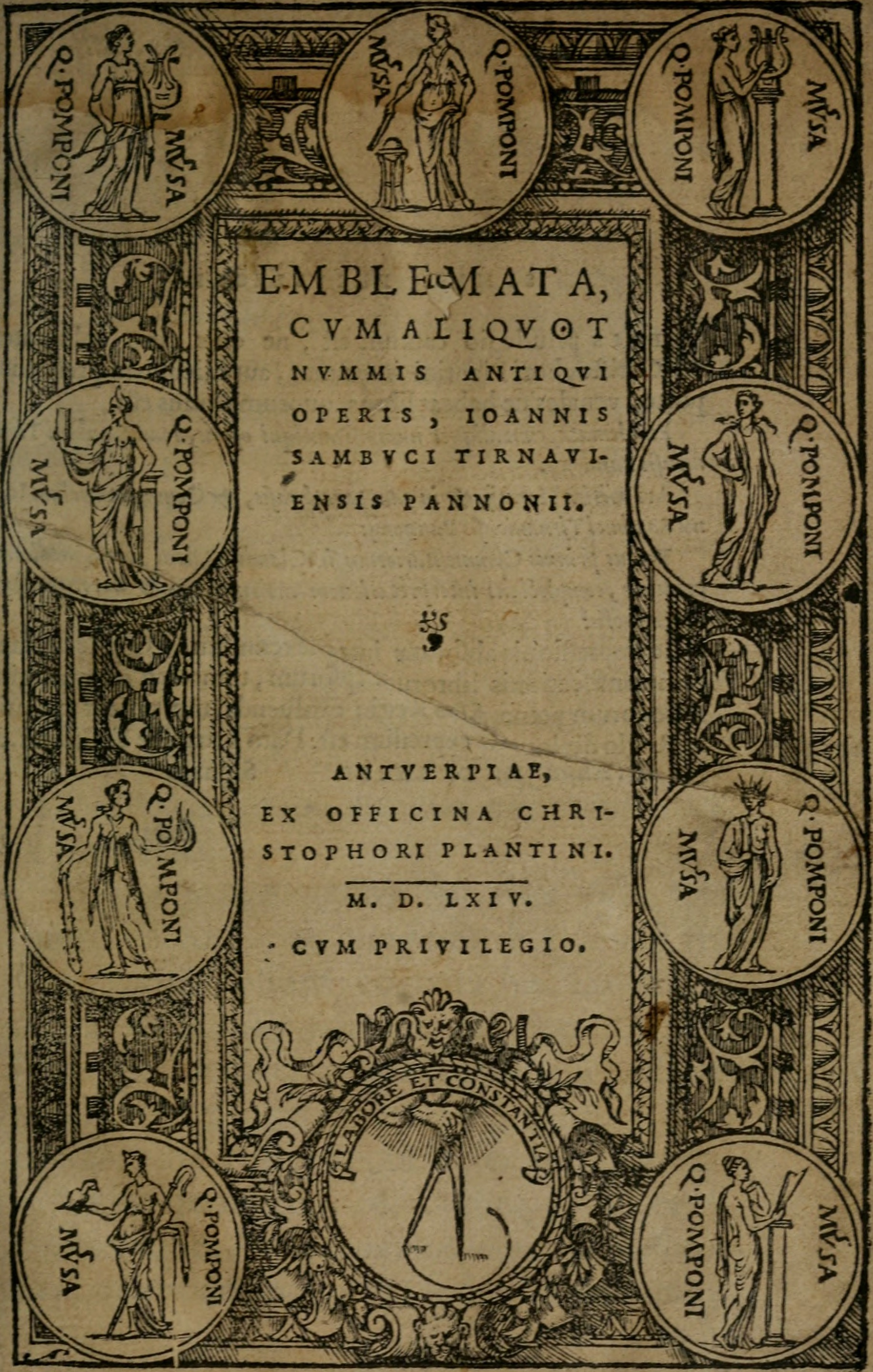
Sambocus Emblemata (1564)

A 167 emblémát tartalmazó kötet többek között ezeket tartalmazza:
- Poetica ad Dionysium Lambinum
- Nusquam tuta fides
- Iniuria gravis est omnibus
- Dolus inevitabilis
- Nullum malum solum[2]
- Carlo Sigonihoz intézett emblémája
- Alchimia vanitas
- Grammatica, Dialectica, Rhetorica
- In labore fructus

#### A Poetica ad Dionysium Lambinum című embléma
Poetica ad Dionysium Lambinum című emblémájában a megszemélyesített poézis szólal meg. Zsámboky költészetének ars poeticáját fedezhetjük fel benne.
„Bármi témát választok, akár komolyat, akár vidámat, lényegében mindent utánzok és nem magamat adom. A valóságot a képzelettel, a képzeletet a valósággal keverem, hogy gyönyörködtetni tudjak. Mondanivalóm sorrendjében nem tartok be előírt szabályokat, s a kifejezések és a képek is nálam sokkal szabadabbak, mint másoknál. Sem a tárgy, sem a forma nincs nálam meghatározva, mégis testet ölt, amit alkotok. Nagyobb művészet ugyanis a változatos témákhoz a megfelelő formát megtalálni, mint előre megadott tárgyhoz az előírt versmértéket vagy műfaji jelleget alkalmazni. Mint, hogy új utakon járok, talán ügyetlennek látszom, de a művészi formákban sokkal változatosabb vagyok. Nem én alkotok, hanem engem formálnak, az isteni szikra bennem munkálkodik, de az idővel együtt változom.”
A Poezis szavából a manierista költészetfelfogás minden fő jellegzetességét megismerhetjük. A képzelet és valóság keveredése, a relativizmus, a képek, kifejezések szabadsága, az ihletettség, az öntudatlan alkotás elmélete mind-mind a manierizmus költészetfelfogásának kulcselemei és alapvetően szemben állnak a klasszikus költők nézeteivel.
Az emblémák intellektuális tartalma és a játékos asszociációi közötti ellentét adja azt a paradox hatást, ami alapvetően nem reneszánsz vonásuk. Ez a paradoxia az, amire épülnek az emblémái és tükrözik a cinquecento derekának eszmevilágát, aminek művészi kifejeződése a manerizmus. Az, hogy Zsámboky (de általában a manierista alkotók) műveiben egyes elemeket nem lehet sem a reneszánsz, sem a barokk stílusjegyeként értelmezni, de még a reneszánsz túlhajtásaként sem, is-is féle meghatározásokat eredményezett.
Az emblémák intellektuális célkitűzésű műfaj, és a költő szándéka szerint a rébusz, az erkölcsi tanítás vagy mindkettő adja intellektuális tartalmát. Az optikai hatást mint konkrét képet és mint szóképet egyaránt felhasználja burkolt utalásai, rejtett elméssége érdekében.
Közvetlen érzelmi reagálásra nem törekszik, a paradox kifejezésmódot kedveli, formai parallelizmusokat használ, viszonylag önálló részeket rendel egymás mellé és e mellérendelésben a részek valamennyire mindig megőrzik önállóságukat az esztétikai összhatáson belül. Az embléma műfaj jellegzetességei - a manierista költészet jellegzetességei - Zsámboky emblémáiban egyértelműen tetten érhetők.

#### Nusquam tuta fides című embléma

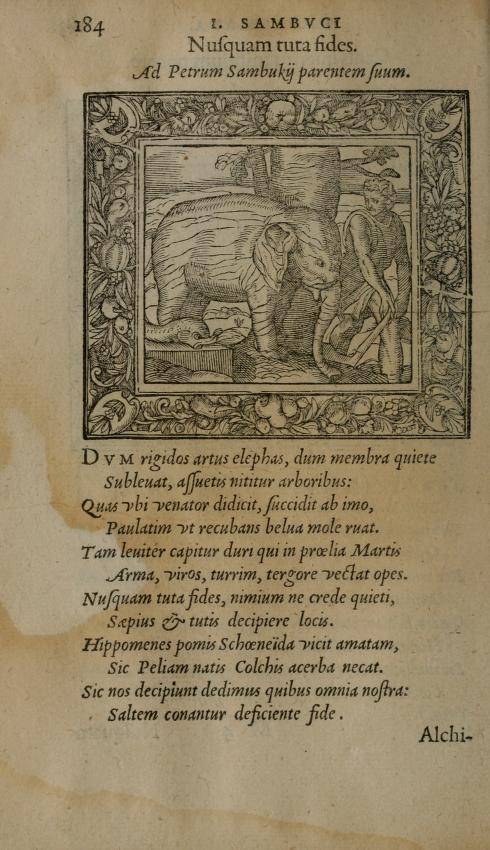
Nusquam tuta fides című embléma

A párhuzamos szerkesztés , a váratlan fordulattal, asszociatívan összekapcsolt példa és tanulság Nusquam tuta fides című emblémában: Az elefánt, ha nyugovóra tér, fatörzshöz támaszkodik. Az elefántvadászok előre el szokták fűrészelni a fa törzsét annyira, hogy ha az elefánt nekitámaszkodik kidőljön, s az állat felboruljon. Így ugyanis könnyebb az elefántot zsákmányul ejteni. Továbbszőtt gondolat: sehol sem lehetünk biztonságban.